# رانندگان جهنم (فیلم ۱۹۵۷)
رانندگان جهنم (به انگلیسی: Hell Drivers) یک فیلم نوآر درام و جنایی به کارگردانی سی اندفیلد و با بازی استنلی بیکر، هربرت لام، پگی کامینز، پاتریک مک‌گوئن، ونزلی پیتی و شان کانری است. این فیلم توسط کمپانی رنک اورگانیزیشن تولید شده‌است. فیلم حول یک محکوم که به تازگی آزاد شده‌است و کار رانندگی را در یک شرکت حمل و نقل می‌گیرد.

## تولید
فیلمبرداری از ۳۱ دسامبر ۱۹۵۶ آغاز شد.